# Очеретянка товстодзьоба

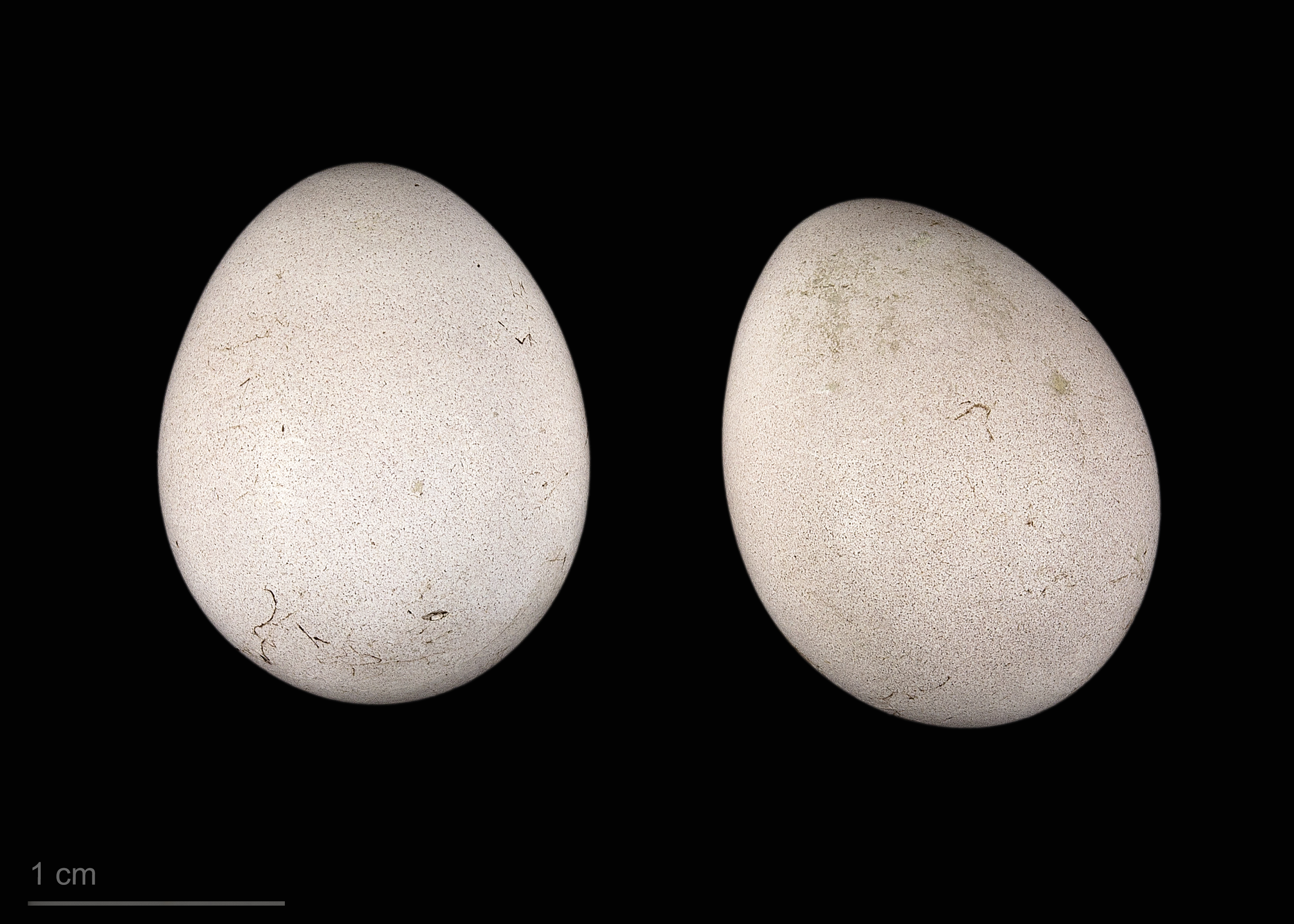
яйце Arundinax aedon aedon - Тулузький музей

Очеретянка товстодзьоба (Arundinax aedon) — вид горобцеподібних птахів родини очеретянкових (Acrocephalidae).

## Поширення
Поширений у помірній зоні Східної Азії. Зимує в тропічній зоні Південно-Східної Азії, зрідка мігрує до Європи. Мешкає у заростях очерету, серед високої трави або у прибережних чагарниках.

## Опис
Це птах середнього розміру, завдовжки від 16 до 17,5 см. Він має коричневі смуги на тілі та ногах, з різними відтінками на окремих ділянках оперення. Лоб округлої форми, гребінь короткий і загострений. Низ живота темно-коричневий.

## Спосіб життя
Це комахоїдний птах, але може харчуватися й іншою здобиччю.